# Расширение Галуа
Расшире́ние Галуа́ — алгебраическое расширение поля E/K, являющееся нормальным и сепарабельным. При этих условиях E будет иметь наибольшее количество автоморфизмов над K (если E конечно, то количество автоморфизмов также конечно и равно степени расширения [E:K]).
Группа автоморфизмов E над K называется группой Галуа и обозначается Gal(E/K) (или G(E/K)).
Если Gal(E/K) абелева, циклическая и т. д., то расширение Галуа называется соответственно абелевым, циклическим и т. д. соответственно.
Иногда рассматривают группу Галуа для расширения E, которое сепарабельно, но необязательно нормально. В этом случае под группой Галуа E/K понимают группу Gal(Ē/K), где Ē — минимальное нормальное расширение K, содержащее E (в конечном случае, когда сепарабельное расширение является простым E=K(α) для некоторого α, являющегося корнем неприводимого над K многочлена f(x), Ē является полем разложения этого многочлена).